# 陳詔 (隆慶進士)
陳詔（1542年—1589年），字宣卿，號紫台，福建泉州府晉江縣人，民籍，明朝政治人物。

## 生平
隆慶四年（1570年）中式福建鄉試第五十二名舉人。隆慶五年（1571年）聯捷辛未科會試第二百四十五名，二甲第七名進士。兵部觀政，授工部虞衡司主事，萬曆三年（1575年）升屯田司员外郎、都水司郎中，出爲浙江佥事，修筑嘉兴海宁海塘有大功，五年升本省参议，八年升任云南按察副使。九年因病辭職歸鄉，不久去世，年仅四十八。

## 家族
曾祖陳初，教諭；祖父陳相；父陳文江，母田氏。永感下。弟陈超，贡士。